# Laudrefang
Laudrefang est une commune française située dans le département de la Moselle et le bassin de vie de la Moselle-Est, en Lorraine, dans la région administrative Grand Est.

## Géographie

### Communes limitrophes
| Bambiderstroff     | Longeville-lès-Saint-Avold | Saint-Avold     |
| Tritteling-Redlach | Laudrefang                 | Folschviller    |
|                    | Pontpierre                 | Téting-sur-Nied |

### Hydrographie

#### Réseau hydrographique
La commune est située dans le bassin versant du Rhin au sein du bassin Rhin-Meuse. Elle est drainée par le ruisseau de Vigneulles et le ruisseau le Waeldersbach.
Le ruisseau de Vigneulles, d'une longueur totale de 10,5 km, prend sa source dans la commune  et se jette  dans la Nied allemande à Guinglange, après avoir traversé quatre communes.

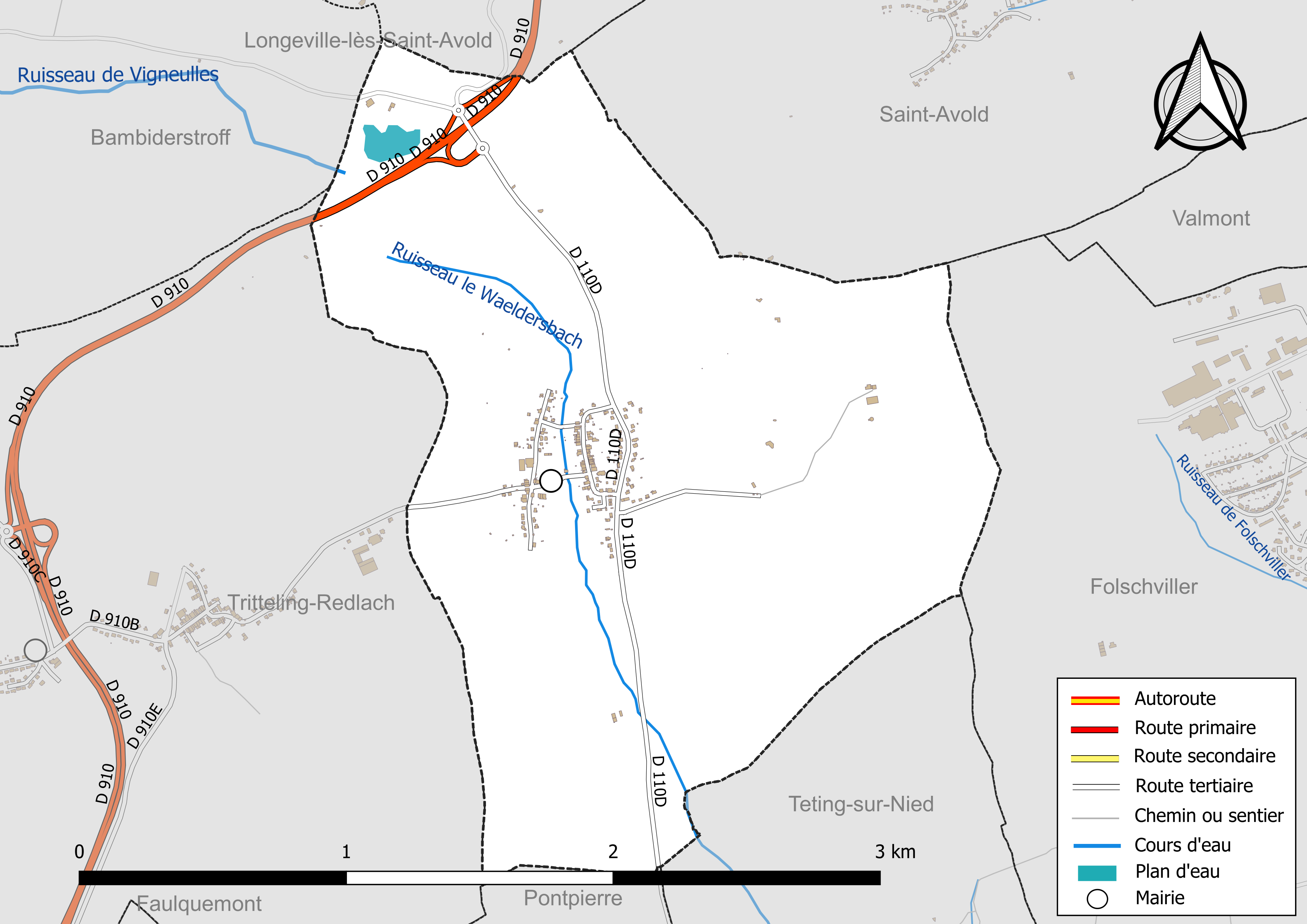
Réseaux hydrographique et routier de Laudrefang.

#### Gestion et qualité des eaux
Le territoire communal est couvert par le schéma d'aménagement et de gestion des eaux (SAGE) « Bassin Houiller ». Ce document de planification, dont le territoire est approximativement délimité par un triangle formé par les villes de Creutzwald, Faulquemont et Forbach, d'une superficie de 576 km2, a été approuvé le 27 octobre 2017. La structure porteuse de l'élaboration et de la mise en œuvre est la région Grand Est. Il définit sur son territoire les objectifs généraux d’utilisation, de mise en valeur et de protection quantitative et qualitative des ressources en eau superficielle et souterraine, en respect des objectifs de qualité définis dans le SDAGE  du Bassin Rhin-Meuse.
La qualité des eaux des principaux cours d’eau de la commune, notamment du ruisseau de Vigneulles, peut être consultée sur un site spécial géré par les agences de l’eau et l’Agence française pour la biodiversité. 

### Climat
Pour des articles plus généraux, voir Climat du Grand Est et Climat de la Moselle.
En 2010, le climat de la commune est de type climat de montagne, selon une étude du Centre national de la recherche scientifique s'appuyant sur une série de données couvrant la période 1971-2000. En 2020, Météo-France publie une typologie des climats de la France métropolitaine dans laquelle la commune est exposée à un climat semi-continental et est dans la région climatique  Lorraine, plateau de Langres, Morvan, caractérisée par un hiver rude (1,5 °C), des vents modérés et des brouillards fréquents en automne et hiver. 
Pour la période 1971-2000, la température annuelle moyenne est de 9,2 °C, avec une amplitude thermique annuelle de 16,9 °C. Le cumul annuel moyen de précipitations est de 966 mm, avec 12,9 jours de précipitations en janvier et 10,1 jours en juillet. Pour la période 1991-2020, la température moyenne annuelle observée sur la station météorologique de Météo-France la plus proche, « Seingbouse », sur la commune de Seingbouse à 14 km à vol d'oiseau, est de 10,5 °C et le cumul annuel moyen de précipitations est de 731,4 mm. 
La température maximale relevée sur cette station est de 37,9 °C, atteinte le 25 juillet 2019 ; la température minimale est de −17 °C, atteinte le 20 décembre 2009,,. 
Les paramètres climatiques de la commune ont été estimés pour le milieu du siècle (2041-2070) selon différents scénarios d'émission de gaz à effet de serre à partir des nouvelles projections climatiques de référence DRIAS-2020. Ils sont consultables sur un site spécial publié par Météo-France en novembre 2022.

## Urbanisme

### Typologie
Au 1er janvier 2024, Laudrefang est catégorisée commune rurale à habitat dispersé, selon la nouvelle grille communale de densité à sept niveaux définie par l'Insee en 2022.
Elle est située hors unité urbaine. Par ailleurs la commune fait partie de l'aire d'attraction de Saint-Avold (partie française), dont elle est une commune de la couronne,. Cette aire, qui regroupe 28 communes, est catégorisée dans les aires de moins de 50 000 habitants,.

### Occupation des sols
L'occupation des sols de la commune, telle qu'elle ressort de la base de données européenne d’occupation biophysique des sols Corine Land Cover (CLC), est marquée par l'importance des territoires agricoles (75,3 % en 2018), une proportion sensiblement équivalente à celle de 1990 (74,8 %). La répartition détaillée en 2018 est la suivante : 
terres arables (73,6 %), forêts (17,7 %), zones urbanisées (7,1 %), zones agricoles hétérogènes (1,7 %). L'évolution de l’occupation des sols de la commune et de ses infrastructures peut être observée sur les différentes représentations cartographiques du territoire : la carte de Cassini (XVIIIe siècle), la carte d'état-major (1820-1866) et les cartes ou photos aériennes de l'IGN pour la période actuelle (1950 à aujourd'hui).

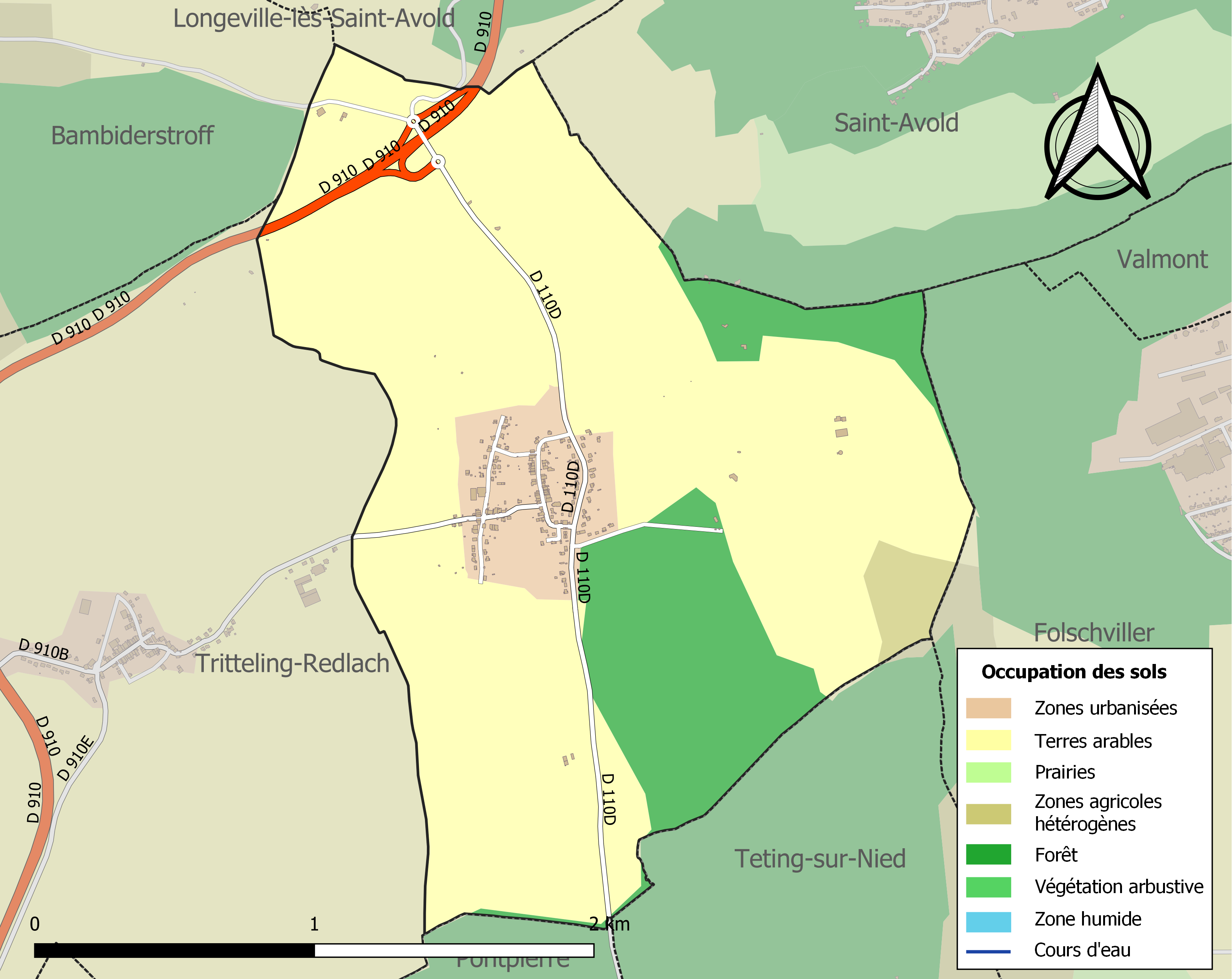
Carte des infrastructures et de l'occupation des sols de la commune en 2018 (CLC).

## Toponymie
- D'un nom de personne Laudulf suivi du suffixe -ingen, devenu -ang[16].
- Laudelinge (1121), Ludelinga (1180), Loudelinga (1210), Ludevinga (1267), Lauderfang ou Landerfang (1483), Landersingen (1485), Lauderengen (1501), Lodrefangen et Laudrefange (1563), Lauderfingen (1594), Lauderfangen (1665), Loderfang (1684), Lauterfang (XVIIe siècle), Loudrefang (1779), Loudresang (1801).
- En allemand : Lauderfingen[17], Lauterfangen (1871-1918). En francique lorrain : Lodderfang et Lodderfangen.

## Histoire
- Possession de l'abbaye de Longeville en Lorraine. Était annexe de la paroisse de Tritteling.
- Ouvrages de la ligne Maginot, construits dès 1932 (voir ouvrage du Bambesch)

## Politique et administration
| Période                                  | Période  | Identité                            | Étiquette | Qualité                     |
| ---------------------------------------- | -------- | ----------------------------------- | --------- | --------------------------- |
| avant 1981                               |          | Adolphe Thil[Quand ?]               |           |                             |
| 1989                                     | 2014     | Jean-Claude Perrin[réf. nécessaire] |           |                             |
| 2014                                     | en cours | Geneviève Thil                      | SE        | Salariée du secteur médical |
| Les données manquantes sont à compléter. |          |                                     |           |                             |

## Démographie
L'évolution du nombre d'habitants est connue à travers les recensements de la population effectués dans la commune depuis 1793. Pour les communes de moins de 10 000 habitants, une enquête de recensement portant sur toute la population est réalisée tous les cinq ans, les populations de référence des années intermédiaires étant quant à elles estimées par interpolation ou extrapolation. Pour la commune, le premier recensement exhaustif entrant dans le cadre du nouveau dispositif a été réalisé en 2007.

En 2022, la commune comptait 339 habitants, en évolution de +0,3 % par rapport à 2016 (Moselle : +0,52 %, France hors Mayotte : +2,11 %).
| 1793 | 1800 | 1806 | 1841 | 1861 | 1866 | 1871 | 1875 | 1880 |
| ---- | ---- | ---- | ---- | ---- | ---- | ---- | ---- | ---- |
| 200  | 243  | 245  | 326  | 295  | 295  | 273  | 253  | 237  |

| 1885 | 1890 | 1895 | 1900 | 1905 | 1910 | 1921 | 1926 | 1931 |
| ---- | ---- | ---- | ---- | ---- | ---- | ---- | ---- | ---- |
| 228  | 217  | 216  | 202  | 225  | 203  | 209  | 262  | 220  |

| 1936 | 1946 | 1954 | 1962 | 1968 | 1975 | 1982 | 1990 | 1999 |
| ---- | ---- | ---- | ---- | ---- | ---- | ---- | ---- | ---- |
| 289  | 199  | 220  | 279  | 276  | 260  | 280  | 388  | 387  |

| 2006 | 2007 | 2012 | 2017 | 2022 | - | - | - | - |
| ---- | ---- | ---- | ---- | ---- | - | - | - | - |
| 377  | 376  | 347  | 341  | 339  | - | - | - | - |

## Culture locale et patrimoine

### Lieux et monuments
Ouvrage de la ligne Maginot : petit ouvrage de Laudrefang. Le bloc 3, non relié par galerie au reste de l'ouvrage, est entretenu par une association.

#### Édifice religieux

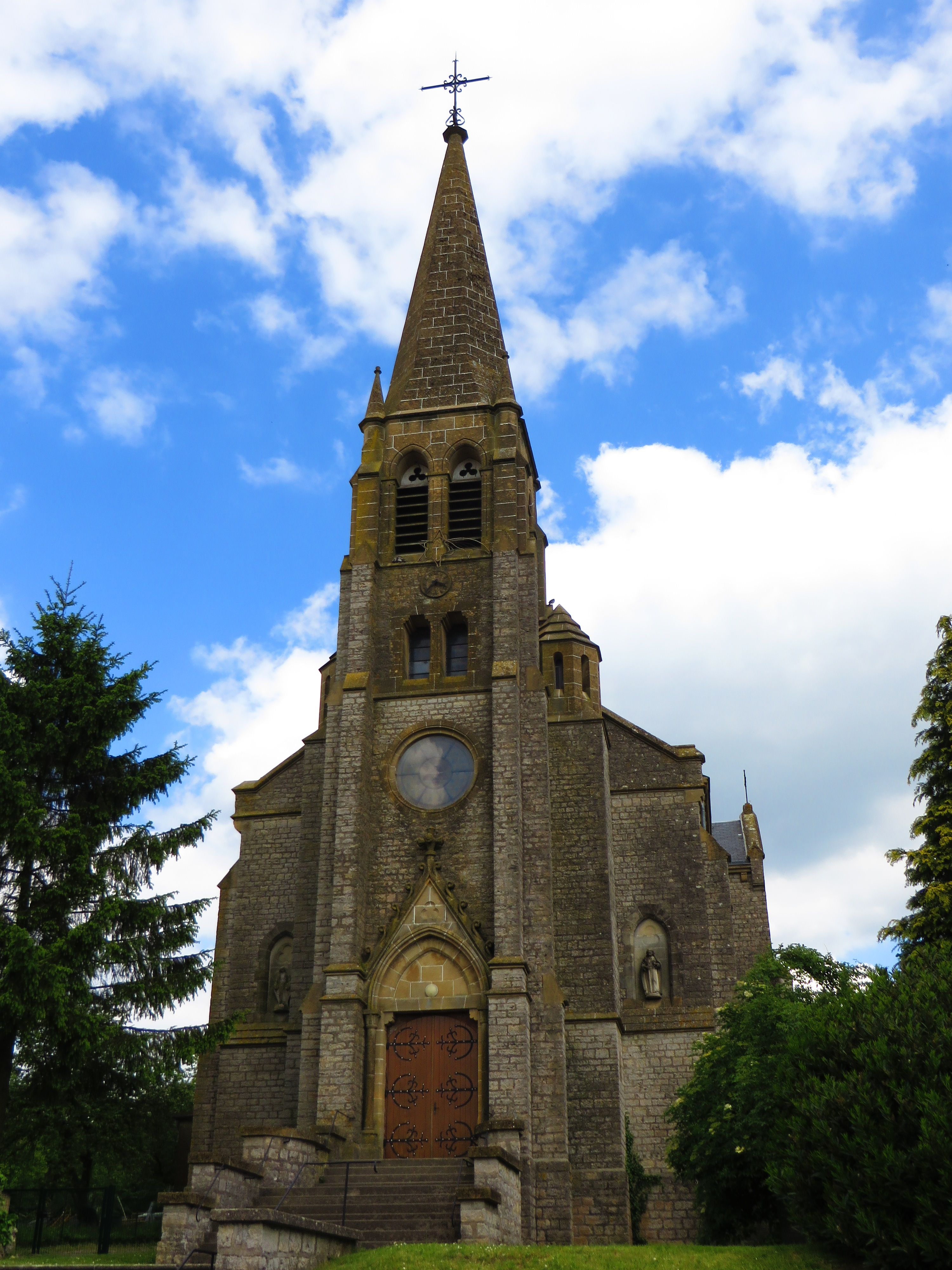
Église de la Nativité-la-Bienheureuse-Vierge-Marie

- Église de la Nativité-la-Bienheureuse-Vierge-Marie,  néo-gothique 1884 : autel-retable moderne avec la Vierge au manteau.

### Personnalités liées à la commune
- Cellier Camille, né le 12 Novemvre 1938 à Laudrefang, employé EDF, a légué en 2003 sa fortune à la commune de Laudrefang permettant la construction de la nouvelle mairie

### Héraldique
| Blason de Laudrefang | Blason  | Parti: au 1er de gueules à trois glands d'argent, la cupule en bas, au 2e de sable au lion d'argent. |
| Blason de Laudrefang | Détails | Le statut officiel du blason reste à déterminer.                                                     |